# Хёвиш
Хёвиш (нем. Höwisch) — община в Германии, в земле Саксония-Анхальт. 
Входит в состав района Зальцведель. Подчиняется управлению Арендзее-Кальбе.  Население составляет 134 человека (на 31 декабря 2006 года). Занимает площадь 5,65 км².